# Harby (Nottinghamshire)
Harby – wieś w Anglii, w hrabstwie Nottinghamshire, w dystrykcie Newark and Sherwood. Leży 44 km na północny wschód od Nottingham i 195 km na północ od Londynu.
Miejsce śmierci Eleonory kastylijskiej, żony króla Anglii Edwarda I w 1290 r.